# Delhi
Delhi (hindiül दिल्ली (Dillí), pandzsábiul ਦਿੱਲੀ, urduul دلی, IPA: [d̪ɪlːiː]) Mumbai után India második legnagyobb metropolisza. Lakossága  elővárosokkal együtt 2018-ban több mint 28 millió fő. Észak-Indiában, a Jamuna partján fekszik. Delhi központilag irányított szövetségi terület Delhi Nemzeti Fővárosi Terület (NCT) néven, amely a Nemzeti Fővárosi Régió (NCR) része. Az alkotmány 1991-es módosítása speciális státust adott Delhinek a szövetségi területek között. Korlátozott hatáskörű saját törvényhozó tanácsa van.

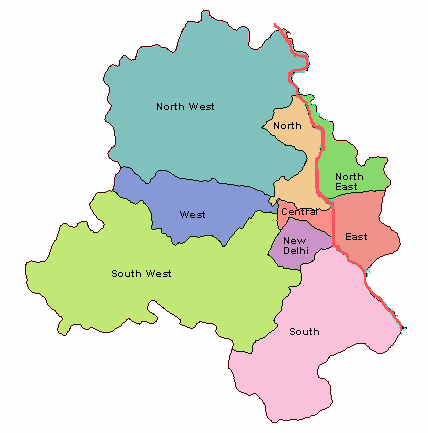
Újdelhi, a hivatalos főváros (lilával) Delhi városán belül (területének alig ^{1}/_{30} része)

Delhi a világ egyik legrégebb óta folyamatosan lakott városa, történelme során számtalan birodalomnak volt központja. Fontos település volt az India északnyugati részét a Gangesz-alfölddel összekötő kereskedelmi útvonalon. Számos ó- és középkori szobor, ásatási terület és sok más műemlék bizonyítja fontosságát India történelmén belül. Bár a terület már a középkor óta folyamatosan lakott régió, a város pontos helye minden hódítás után megváltozott. Így nem csak egy, hanem számos helye volt már. Ezek mindegyike a város mai határai között fekszik. A középkorban akárhányszor elfoglalták a területet, a régebben ott álló várost mindig lerombolták, lakossága elmenekült. Helyére a hódítók mindig új várost vagy erődítményt emeltek. Tughlakabad, Siri és Hauz Khas városoknak csak a romjai maradtak meg. A mogulok császára, Sáh Dzsahán építtette a város egyik részét, amit akkor Sáhdzsanabadnak neveztek, s mely ma Óváros vagy más néven Ódelhi. 1649 és 1857 között ez volt birodalmuk központja.
Míg fennállásának nagy része alatt Brit Indiának Kalkutta volt a fővárosa, V. György 1911-ben bejelentette, hogy a fővárost visszaköltözteti Delhibe. Az 1920-as években itt épült fel az új főváros, Újdelhi, mely ma Delhi kilenc közigazgatási kerületének egyike. Miután 1947-ben India felszabadult az angol uralom alól, Újdelhi lett az új állam fővárosa is. A központi kormányzat központjaként Újdelhi ad helyet számos fontos központi kormányzati irodának és a parlamentnek is. Ennek köszönhetően Delhi az indiai politika központja.
Delhi mára multikulturális várossá fejlődött, mely a hatalmas ország valamennyi részéből vonzza a népességet. Itt is problémát okoznak a világ nagyvárosaira jellemző urbanizációs gondok, mint például a légszennyezés és a zsúfoltság, amit a pénzügyi erőforrások korlátozottsága tovább súlyosbít. A függetlenség kikiáltása után néhány évvel kezdődött gyors fejlődés és városiasodás a magas bevételekkel párosulva gyökeresen megváltoztatta Delhi és környéke szociokulturális jellemzőit. Napjainkban Delhi India egyik legnagyobb politikai, kulturális és kereskedelmi központja.

## Földrajza
Delhi koordinátái: é. sz. 28,61°, k. h. 77,23°28.610000°N 77.230000°E

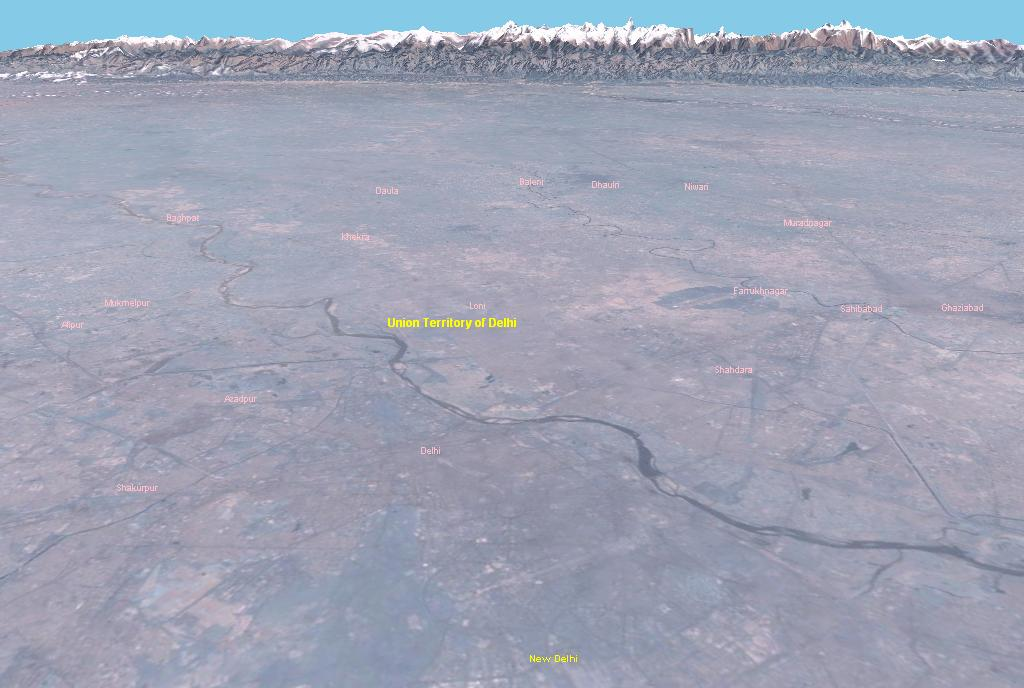
A nagy Gangesz-alföld területén fekszik Delhi nagy része, ahogy az a NASA képén is látható

A Delhi Nemzeti Fővárosi Terület teljes kiterjedése 1483 km², amiből 783 km² mezőgazdasági, 700 km² városi besorolású. A város leghosszabb részén 51,9 km hosszú, és a legszélesebb részén 48,8 km széles. A metropoliszt három helyi önkormányzat irányítja: a Delhi Önkormányzati Társaság (1397,3 km²), az Újdelhi Önkormányzati Közösség (42,7 km²) és a Delhi Tanács (43 km²).
A várost keleten Uttar Prades, nyugaton délen és keleten pedig Harijána állam határolja. Delhi majdnem teljes területe a Gangesz-alföldön fekszik. A város földrajzának két meghatározó jellemzője a Jamuna áztatta síkság és a Delhi-gerinc. A Jamuna alacsonyan fekvő térszínét folyami hordalék borítja, így alkalmas a mezőgazdasági művelés számára. A régiót a Delhi-gerinc 318 m  magas kiemelkedése uralja, amely délen az Aravalli-hegységnél kezdődik, és körülöleli a város nyugati, északnyugati és északkeleti részét. A Jamuna, a hinduk egyik szent folyója az egyetlen vízfolyás, amely átszeli a várost. A város nagy része – így Újdelhi is – a folyótól nyugatra fekszik. Keletre a Sahdra nevű városrész fekszik. Delhi India IV-es fokozatú földrengészónájában fekszik, így nagyobb erősségű földrengések is veszélyeztetik.

### Éghajlat
Delhi éghajlata a félig száraz trópusi és nedves trópusi (monszun) közötti átmeneti klíma. A nyarak hosszúak, április elejétől októberig tartanak, ez a monszun időszaka. A vízhiány leginkább júniusban, a monszun megérkezése előtt gyakori. A nyári hőhullámok évről évre több tucat ember halálát okozzák. A tél novembertől januárig tart, igen ritkán előfordul fagy is. Az eddig regisztrált abszolút minimumhőmérséklet ‒0,6°C, a maximumérték 47 °C volt. Az évi középhőmérséklet 25 °C, a leghidegebb és legmelegebb hónap hőmérséklete 14 °C illetve 33 °C. Az átlagos éves csapadékmennyiség 714 mm, melynek nagy része a júliusi és augusztusi monszun idején hullik. A monszun a sokévi statisztika szerint leggyakrabban június 29. környékén érkezik Delhibe.
| Hónap                                                   | Jan. | Feb. | Már. | Ápr. | Máj. | Jún. | Júl. | Aug. | Szep. | Okt. | Nov. | Dec. | Év   |
| ------------------------------------------------------- | ---- | ---- | ---- | ---- | ---- | ---- | ---- | ---- | ----- | ---- | ---- | ---- | ---- |
| Átlagos max. hőmérséklet (°C)                           | 21,0 | 23,5 | 29,0 | 36,0 | 39,2 | 38,8 | 34,7 | 33,6 | 34,2  | 33,0 | 28,3 | 23,0 | 31,2 |
| Átlagos min. hőmérséklet (°C)                           | 7,6  | 10,0 | 15,3 | 21,6 | 26,0 | 27,8 | 26,8 | 26,3 | 24,7  | 19,6 | 13,2 | 8,5  | 19,0 |
| Átl. csapadékmennyiség (mm)                             | 20   | 20   | 15   | 20   | 25   | 70   | 237  | 235  | 113   | 17   | 10   | 10   | 792  |
| Forrás: National Oceanic and Atmospheric Administration |      |      |      |      |      |      |      |      |       |      |      |      |      |

## Nevének eredete
"Delhi" nevének eredete bizonytalan. A legközismertebb nézet szerint Dhillu király nevének az alakváltozata, aki az ókorban uralta ezt a területet. Néhány történész úgy gondolja, hogy a név a Dilliből, a dehléz vagy a dehali – hindusztáni 'küszöb' szóból származik, ami azt jelképezi, hogy a város a Gangesz-alföld bejárata. Más teóriák szerint a város eredeti neve Dhillika volt. A hindi/prákrit dhili ("veszít") szintén egy, a területre használt szó volt, és ez alakulhatott át a "Dilli" helyi névvé. Tomara Rajputs idejében az ezen a területen forgalomban lévő érméket dehliwalnak hívták.

## Története

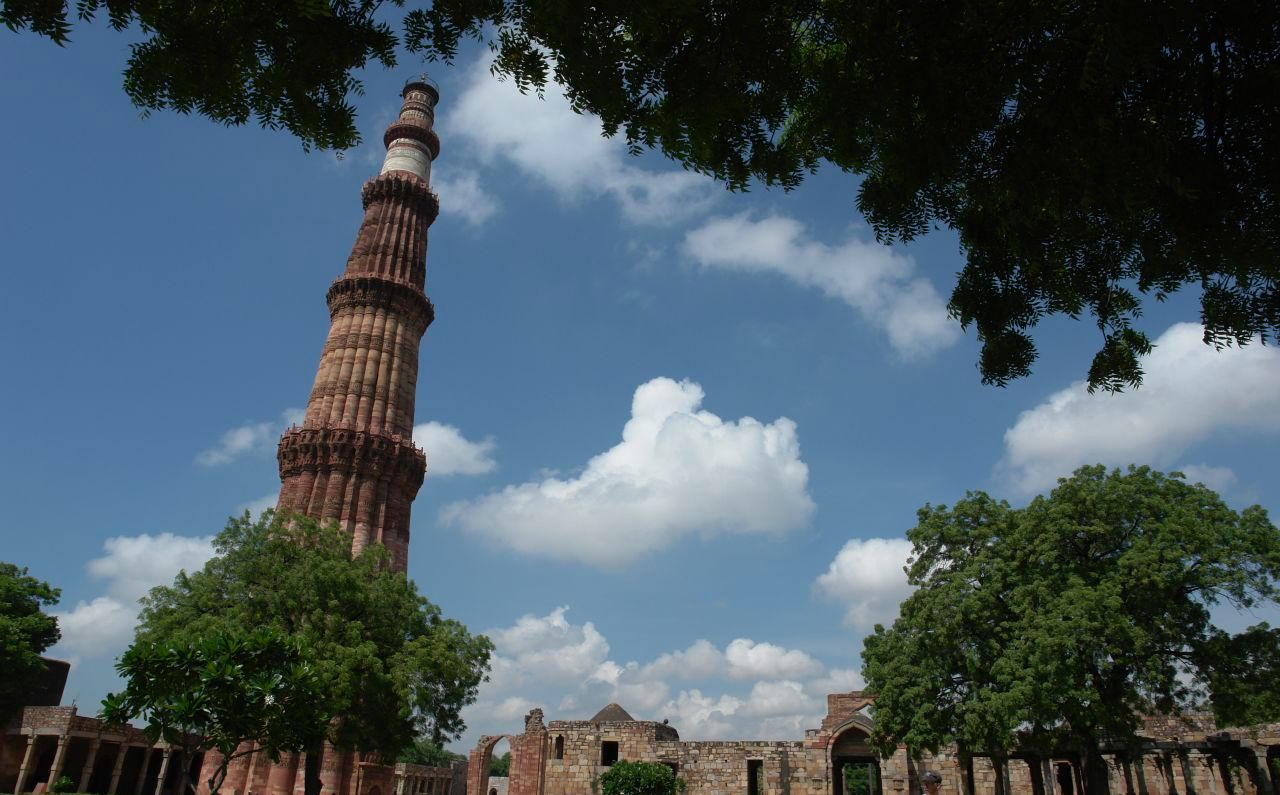
A 72,5 méter magas Kutab Minar a Föld legmagasabb, téglából épült minaretje

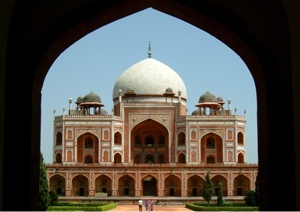
Az 1560-ban épült síremlék a mogul építészet egyik kitűnő példája

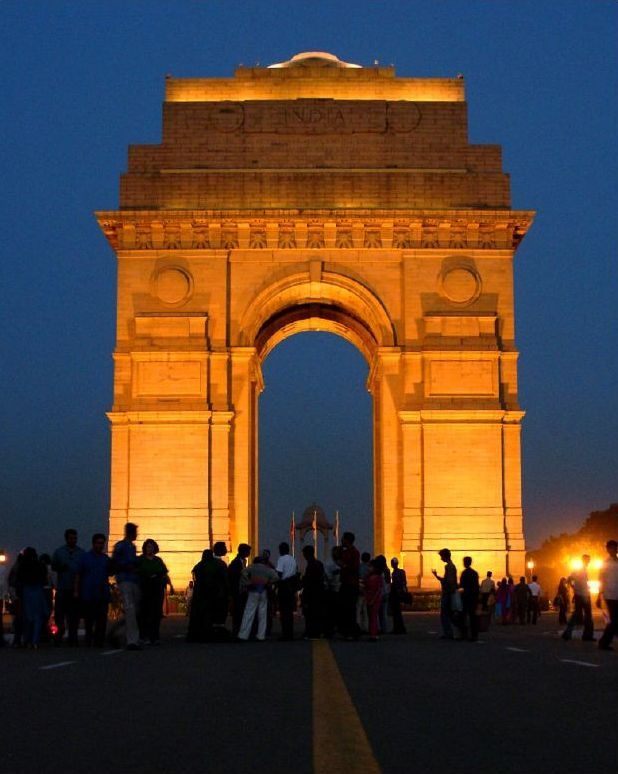
Az India-kapu azokra az indiai katonákra emlékeztet, akik az első világháborúban vesztették életüket

Régészeti ásatások tanúsága szerint az ember már legalább az i. e. 2. évezred óta folyamatosan lakja Delhi térségét. Úgy gondolják, a város Indraprasztha, a Pándavák legendás fővárosának helyén áll. Róluk a Mahábhárata indiai eposz tesz említést. Már a Maurja-dinasztia uralkodása óta (i. e. 300) állnak itt települések. Hét nagyobb város emlékeit találták meg Delhiben. A Tomara-dinasztia alapította 736-ban Lal Kot városát. Az ádzsmíri rádzsputok 1180-ban elfoglalták Lal Kotot, és átnevezték Kila Raj Pitorára. III. Prithviraj csauhán királyt 1192-ben megtámadták az afganisztáni Muhammad Gúrí vezetésével. 1206-ban, Ajbak Kutbuddín, a Rabszolga-dinasztia első tagja megalapította a Delhi Szultanátust. Kutbuddín elkezdte a Kutab Minar és a Kuvvat-ul-Iszlám (=az iszlám ereje), az első fennmaradt mecset építését. A dinasztia bukása után a Hildzsí-, a Tuglak-, a Szajjid- és a Lódi-dinasztiák tartották maguknál az uralmat a középkor vége felé, és elkezdtek erődöket, valamint kerületeket építeni. 1398-ban Timur Lenk lerohanta Indiát azzal az indokkal, hogy Delhi muzulmán szultánjai túl elnézőek voltak hindu alattvalói felé. Timur behatolt Delhibe, a várost megsarcolta és lerombolta. Delhi a szúfizmus (az iszlám miszticizmus) központja volt a szultanátus idejében. 1526-ban Zahíruddín Bábar az első pánípati csatában legyőzte az utolsó Lódi-szultánt, és megalapította a Mogul Birodalmat, amelyet Delhiből, Agrából és Lahorból kormányzott.
Nádir sah perzsa uralkodó 1739. február 13-án seregével megszállta a várost. 1803. december 30-án a britek elfoglalták Delhit, és megtették India fővárosává.
A Mogul Birodalom egy ötéves kihagyással több mint három évszázadon keresztül uralta Észak-Indiát. A 16. század közepén uralkodott Ser sah. Akbar mogul császár Agrából Delhibe helyezte a birodalom központját. Dzsahángír sah építtette Delhi hetedik városát, ami az ő nevét viseli, de ismertebb neve az Óváros vagy Ódelhi. A város 1638-tól kezdve volt a Mogul Birodalom központja. Nádir sah a karnali csatában 1739 februárjában legyőzte a mogul hadsereget. Ezt követően Nádir elfoglalta és megsarcolta Delhit, és ekkor sok kincset magával vitt, amik között ott volt a pávatrón is. 1761-ben, a harmadik pánípati csata után Ahmed sah elfoglalta a várost. 1803. szeptember 11-én a delhi csatában Lake tábornok brit erői legyőzték a maráthákat.
Delhi az 1857-es indiai felkelés leverése után került közvetlen brit ellenőrzés alá. Röviddel a felkelés után Kalkuttát nevezték ki Brit India központjává, és Delhi Pandzsáb régió központja lett. 1901-től ismét Delhi lett az Indiai Birodalom fővárosa. Egyes részeit lebontották, hogy Edwin Lutyens brit építész tervei alapján felépítsék a város egy új, hatalmas negyedét, ahol a kormányzati épületek kaptak helyet. Az 1947. augusztus 15-én kikiáltott függetlenséget követően Újdelhi lett a köztársaság fővárosa, s itt rendezkedett be India kormánya is. India felosztásának idején Pandzsáb nyugati részéből és Szindből számos hindu és szikh vallású menekült Delhibe. Ezután az egész országból érkező ideköltözők szintén növelték az egyre népesebb Delhi lakosainak a számát, ami hozzájött még a születések számának emelkedéséhez.
1984-ben Indira Gandhi, India miniszterelnökének meggyilkolása a szikh közösség elleni erőszakos reakciókhoz vezetett, melynek következtében több mint 2700 ember vesztette életét. Az alkotmány hatodik módosítása 1991-ben lehetővé tette, hogy a Delhi Szövetségi Terület Delhi Nemzeti Fővárosi Terület legyen. A törvény korlátozott jogokkal önálló törvényhozási jogkörrel ruházta fel a várost.

## Közigazgatása

A térkép Delhi kilenc kerületét mutatja

A Delhi Nemzeti Fővárosi Terület kilenc kerületből, 27 tesilből, három törvénnyel megerősített városból (Delhi Önkormányzati Társaság, Újdelhi Önkormányzati Közösség és Delhi Tanácsból), 59 statisztikai városból és 165 faluból áll.
A Delhi nagyvárosi terület a Delhi Nemzeti Fővárosi Területen belül fekszik. A DFT-nek három helyi önkormányzati testülete van: a Delhi Önkormányzati Társaság (DÖT), az Újdelhi Önkormányzati Közösség (ÚÖK) és a Delhi Tanács (DT), utóbbi a világ egyik legnagyobb önkormányzata, mivel megközelítőleg 13,78 millió embernek nyújt hatósági szolgáltatásokat. India fővárosa, Újdelhi az ÚÖK vezetése alatt áll. Vezetőjét Delhi területi miniszterével történő megbeszélés után India kormánya nevezi ki.
Delhinek négy nagyobb peremvárosa van, amik a Delhi Nemzeti Fővárosi Területen kívül fekszenek. Ezek Gurgáon és Farídábád (Harijánában) és Újokla Ipari Fejlesztési Hatóság (NOIDA) valamint Gáziábád (Uttar Pradesben). Delhi kilenc kerületre van felosztva. Minden kerületet helyettes biztos irányít, aki alá három alkerület tartozik. Minden alkerületet egy alkerületi elöljáró vezet. Minden helyettes biztos a kerületi biztosnak tartozik jelentéssel. A Delhi Kerületi Kabinet hajt végre minden állami és központi kormányzati politikát, és a kormány számos egyéb funkcionális részlegének gyakorolja a felügyeleti jogát.
A Delhi Főbíróságnak Delhi területén van ítélkezési joga. Delhiben a Kis Ügyek Bírósága foglalkozik a polgári ügyekkel, míg a büntetőügyekkel az ülésező bíróság foglalkozik. A Delhi Rendőrség, melynek élén a rendőrbiztos áll, a világ egyik legnagyobb városi rendőrségi egysége. Delhi közigazgatásilag kilenc rendőrségi területre van felosztva, melyeket tovább bontottak 95 helyi rendőrállomásra.

## Kormány és politika

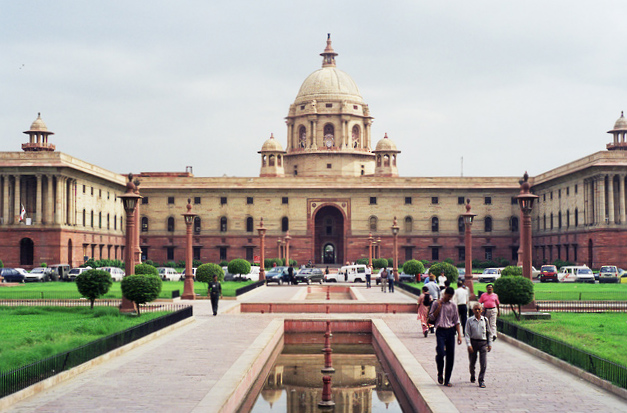
A kormányzati épületek északi része Újdelhiben, a kulcsfontosságú kormányzati szervek központja

Speciális szövetségi területként a Delhi Nemzeti Fővárosi Területnek saját Törvényhozó Gyűlése, alkormányzója, minisztertanácsa és területi minisztere van. A törvényhozó gyűlés képviselői helyeit a terület választókerületeiben megtartott közvetlen választáson keresztül töltik be. Azonban India Szövetségi Kormánya és a Delhi Nemzeti Fővárosi Terület közösen irányítja Újdelhit. 1956 után 1993-ban hozták létre ismét a törvényhozó gyűlést, mely felett közvetlenül a központi kormányzat volt. Ráadásul a Delhi Önkormányzati társaság viszi a város polgári ügyeit. Újdelhi – ami Delhin belül a város egy területe – mind a Delhi Állam Kormányzóságának, mind India Kormányának a központja. India parlamentje, az elnöki palota és az Indiai Legfelső Bíróság mind Újdelhiben van. A tanácsba 70, az indiai alsóházba hét képviselőt küldhet Delhi.
Delhi mindig is az Indiai Nemzeti Kongresszus tradicionális erőssége volt, és a Kongresszusi Párt otthona. Az 1990-es években az Indiai Néppárt (BJP) jutott hatalomra Madan Lal Khurána vezetésével. Azonban 1998-ban a Kongresszusi Párt visszanyerte a hatalmat. A várost vezető miniszter jelenleg a kongresszusi Sheila Dixit. A párt a 2003-as választáson nagy előnnyel nyerte meg a választást. Azonban a Néppárt a 2007-es választáson elsöprő győzelmet aratott, s ezzel a 2008 decemberében tartandó választásokon lehetséges fordulatot jelzik előre. Mindkét párt támogatja Delhinek állammá válását, de ennek megalakításához vezető folyamat lassan halad.

## Közszolgáltatások

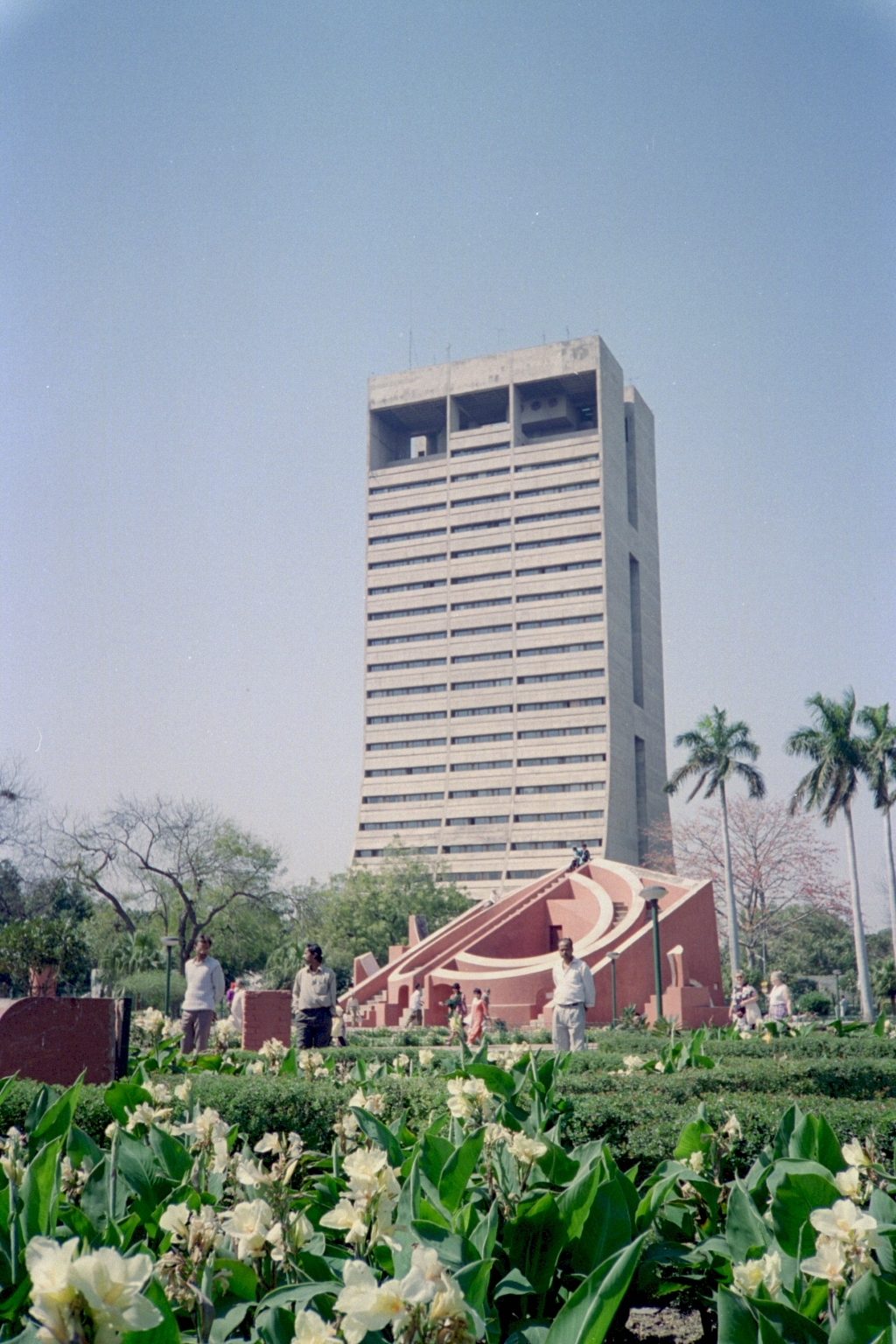
NDMC épület, más néven a Palika Kendra

A vízszolgáltatást Delhiben a Delhi Jal Board (DJB) biztosítja. 2006-ban naponta 2950 millió liter volt a napi termelés, a becsült 2005-2006-os kereslet azonban naponta 4372 millió liter volt. A kereslet nagy részét magán-, és közösségi kerekes kutakból és szivattyúkkal elégítik ki. 1090 millió literrel a Bhakra víztározó a legnagyobb vízforrása a cégnek. Ezt követi a Jamuna és a Gangesz. A csökkenő talajvízszint és a növekvő népsűrűség miatt Delhi komoly vízellátási problémákkal fog szembesülni. Delhi naponta 8000 tonna szemetet termel, amit a DÖT három hulladéktelepen dolgoz fel. Ebből a lakossági kibocsátás 2130 millió, a közületi kibocsátás 310 millió liter naponta. A szennyvíz nagy része tisztítatlanul folyik a Jamuna folyóba.
A város egy főre eső évi energiafogyasztása nagyjából 1265  kilowattóra, de a jelenlegi kereslet ennél sokkal nagyobb. 1997-ben a Delhi Vidyut Board (DVB) lépett a Delhi Áramszolgáltató Vállalat helyébe, amit ezt megelőzően a DÖT irányított. A DVB egymaga képtelen a város számára elegendő energia előállítására, így az Észak-Indiai Regionális Elosztótól kölcsönöz áramot. Ennek eredményeként Delhi áramellátási nehézségekkel küszködik, ami néha áramkimaradáshoz és áramingadozáshoz vezet. Ezek elsősorban a nyári időszakban jellemzők, mivel ekkor van az energiafogyasztási csúcs. Számos ipari üzem saját generátort üzemeltet, hogy biztosítani tudják energiaigényüket a gyakori áramkimaradások idejére is. Néhány évvel ezelőtt az energiaellátást Delhiben átadták magánvállalatoknak. Az elektromos ellátást a városban a TATA'S & Reliance Energy Ltd. által vezetett cégek végzik.
A városban 43 tűzoltóállomás működik a Delhi Tűzoltóság irányítása alatt, melyek naponta megközelítőleg 15 000 tűzesetről és mentési helyzetről kapnak értesítést.
Az állami kézben lévő Mahanagar Telephone Nigam Limited (MTNL) és a magántulajdonú Vodafone Essar, Airtel, Idea cellular, Reliance Infocomm és Tata Indicom biztosít vezetékes és mobil-telefonszolgáltatást a városban. A hálózati lefedettség kiterjedt, és mind a GSM, mind a CDMA hálózat elérhető. Utóbbi a Reliance és Tata Indicom szolgáltatóknál lehetséges. A széles sávú internetelérés egyre inkább terjed a városban.

## Gazdasága

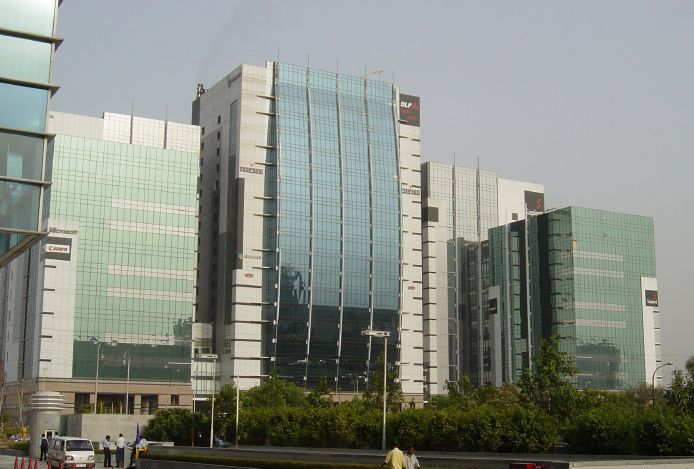
Delhi városi nyúlványai, mind Gurgáon és Noida csak jelképesen tartoznak a városhoz

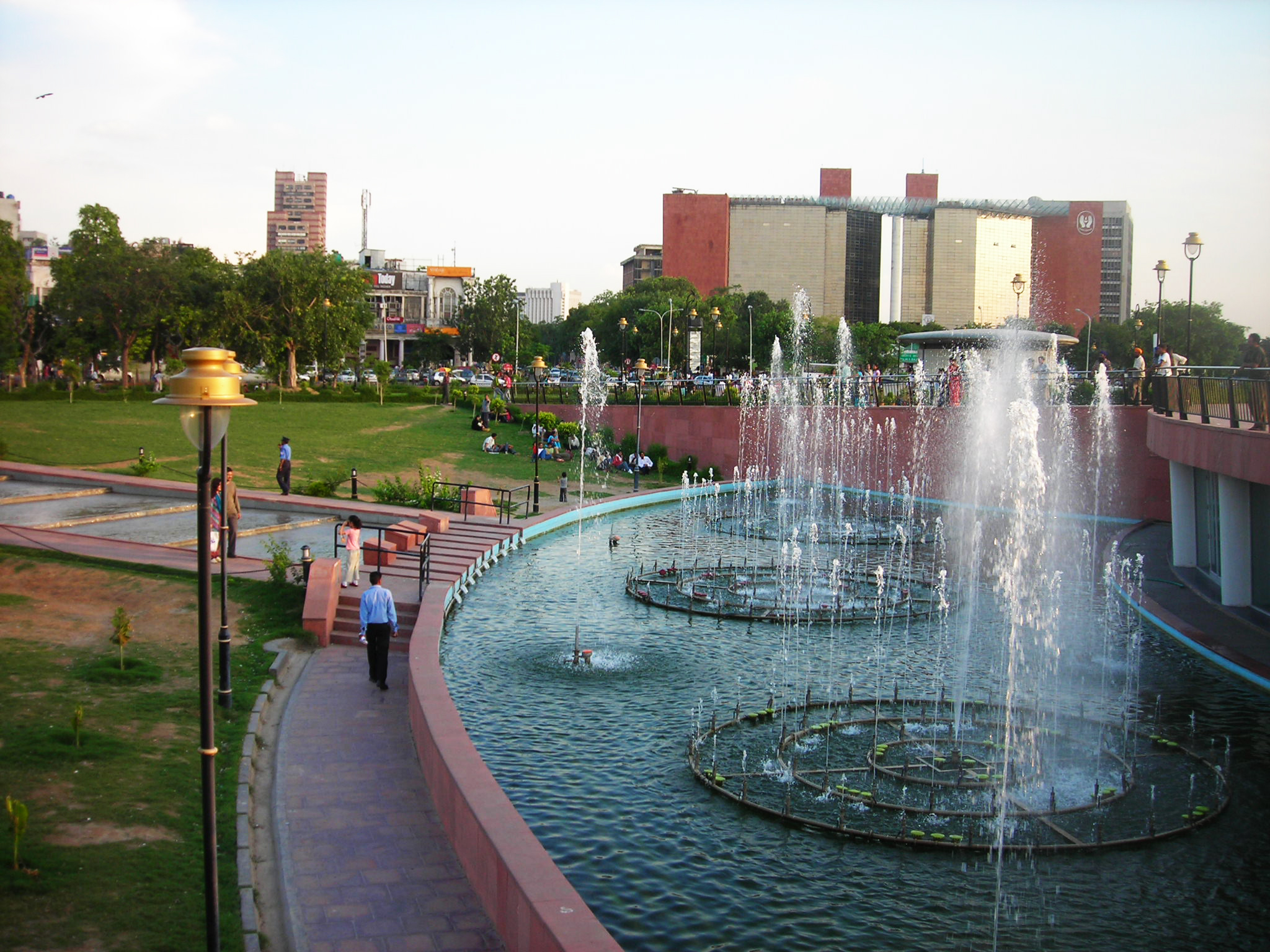
Connaught Place, Delhi kereskedelmi központja

A 2004-2005-ös gazdasági évre számított SDP (állami bruttó termelés) 95 milliárd amerikai dollár volt Mumbai után Delhi Dél-Ázsia második legnagyobb kereskedelmi központja. Az egy főre eső bevétele 53 976 rúpia, ami a nemzeti átlagnak nagyjából a két és félszerese. A tercier szektor 70,95%-kal, a szekunder szektor és a mezőgazdasági szektor 25,2% és 3,85%-kal járulnak hozzá az SDP értékéhez. A munkaerőpiac a lakosság 32,82%-át foglalkoztatja, ami 1991 és 2001 között 52,52%-os növekedést jelent. A munkanélküliek aránya az 1999-es 12,57%-ról 2003-ra 4,63%-ra csökkent. 2004 decemberében Delhiben 636 000 ember dolgozott munkaerő-kölcsönzésen keresztül.
2001-ben a kormányzati (állami és uniós szinten összesen) és a kvázikormányzati alkalmazottak száma 620 000 volt. Összehasonlításképpen a szervezett magánszféra összesen 219 000 embernek biztosított munkalehetőséget. Delhi szolgáltató szektora az angolul beszélő, magas szakértelemmel rendelkező munkaerő irányába bővül, akik sok multinacionális cég érdeklődését felkeltették. A főbb szolgáltató ágazatok közé tartozik az információtechnológia, a telekommunikáció, a szállodák, bankok szolgáltatásai és a média. Delhi feldolgozóipara szintén jelentős mértékben bővült, mivel számos végfogyasztóknak szánt termék gyártója itt alapított üzemeket, és Delhi környékére helyezte át székhelyét. Az itteni nagy fogyasztópiac, a szakértő munkaerő elérhetőségével kombinálva külföldi befektetőket csábított Delhibe. 2001-ben a feldolgozóipar 1 440 000 munkást foglalkoztatott, míg az ipari egységek száma 129 000 volt. Az építőipar, az energiaellátás, a telekommunikáció, az egészségügyi és közösségi szolgáltatások az ingatlanokkal összekapcsolódva szerves részét képezik Delhi gazdaságának. Delhi kiskereskedelmi ipara az egyik leggyorsabban növekvő terület Indiában. Azonban ahogy az ország nagy részén, itt is a kiskereskedelem gyors bővülése hatással lesz a szokásos kereskedelmi rendszerekre.

## Közlekedés

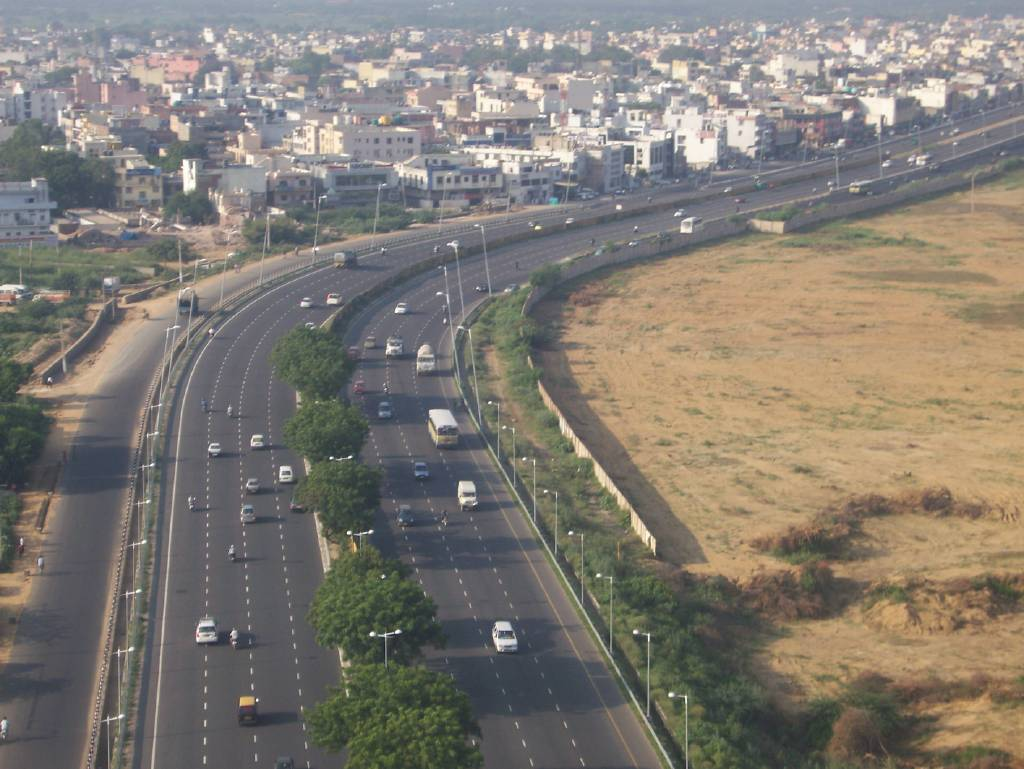
A Kelet-Delhit az Indira Gandhi Nemzetközi Repülőtérrel összekötő 8. autópálya

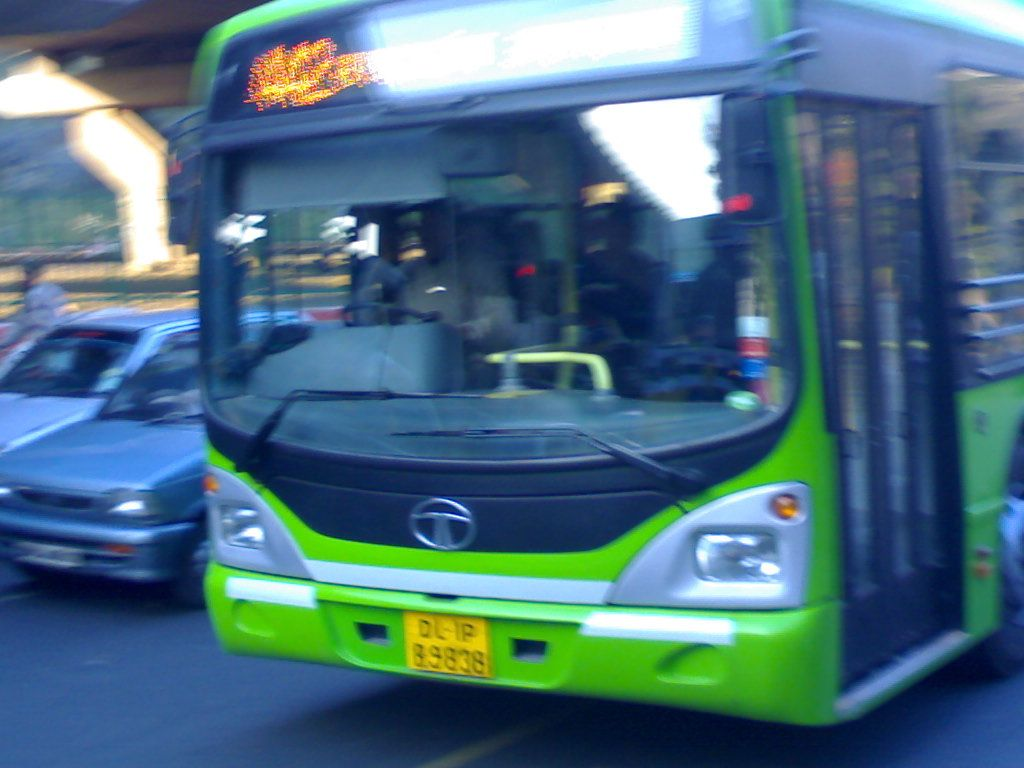
Újonnan beszerzett alacsony padlós busz Delhi Raja Garden részében a Ring Roadon. A tömegközlekedés színvonalának biztosítása érdekében a buszpark megújításához szükséges pénzek nagy részét a városi kormányzat biztosítja.

A tömegközlekedés eszközei Delhiben a buszok, a motorizált riksák, a metró, a taxi és az elővárosi vasút.
A busz a legkedveltebb tömegközlekedési eszköz, a teljes igény 60%-át ez a közlekedési megoldás elégíti ki. Az állami tulajdonban lévő Delhi Közlekedési Társaság (DTC) egy nagy buszüzemeltető cég a városban. A DTC üzemelteti a világ legnagyobb, környezetbarát buszokból álló flottáját. Bár az utóbbi években csökkent a közúti közlekedés által okozott légszennyezés, ennek mértéke még így is magas. Jelenleg egy nyomvonalon van gyors autóbusz-közlekedés. Ez Delhi kapuja és Ambedkar Nagdar között szállítja az utasokat.
A Delhi Metró a város legnagyobb részén üzemel. 2010-ben a metró öt vonalat működtetett. Az első vonal Rithala és Shahdara, a második egy Vishwa Vidyalaya és a központ közötti metróalagútban, a harmadik pedig Indraprastha, a Barakhamba út és Dwarka között közlekedik.
A hálózatot gyors ütemben fejlesztik. A III. és IV. ütem a tervek szerint 2015-re illetve 2020-ra készül el. Ekkor a hálózat teljes hossza 413,8 km lesz, mely hosszabb a londoni metró úthálózatánál.
A vasút a helyi közlekedésnek 2003-ig csupán 1%-át bonyolította le, bár Delhi vasúti csomópont, az Északi Vasút központja. Négy nagy vasútállomása van: Ódelhi, a Nizamuddin vasútállomás, a Sarai Rohilla és az Újdelhi vasútállomás.
A motoros riksák népszerű és fontos módját biztosítják a tömegközlekedésnek, mivel olcsóbbak az áraik, mint a taxiké. Többségük sűrített földgázzal üzemel. Sárga és zöld színűek.
A taxik nem képezik szerves részét India közlekedésének, bár könnyen elérhetőek. A DTC, az Indiai Turisztikai Minisztérium és számos magánszolgáltató üzemelteti a taxik nagy részét. A Turisztikai Minisztérium bocsátja ki a magántársaságok engedélyeit, ami szükséges a taxik üzemeltetéséhez.
Az Indira Gandhi nemzetközi repülőtér Delhi délnyugati részén van. Belföldi és nemzetközi járatokat fogad és indít. 2006–2007-ben a repülőtér több mint 20,44 millió utast szolgált ki, így Dél-Ázsia egyik legforgalmasabb repülőtere. 2030-ban a tervek szerint a reptér évente 100 millió utast fog kiszolgálni. Ez nagyobb forgalom, mint amit a ma legforgalmasabb repülőtér, az atlantai lebonyolít. A Safdarjung repülőtér a másik légibázis Delhinél, amit a nem menetrend szerint induló repülő járművek használnak. A tervezett Tádzs nemzetközi repülőtér a tervek szerint 2012-ben kezd el üzemelni.
A magántulajdonú gépkocsik a forgalom 30%-át teszik ki. Az úthálózat sűrűsége átlagosan 1922,32 km út 100 km²-enként, amivel az egyik legsűrűbb az úthálózatú város Indiában. 2008-ban Delhiben 5,5 millió jármű volt, ami azt jelenti, hogy itt van a világon a legtöbb jármű egy városban. A metropoliszi régióban is itt a világon a legmagasabb az autók száma: 11,2 millió. Delhinek jó az összeköttetése India többi részével, amit öt nemzeti autópálya biztosít: az 1., a 2., a 8., a 10. és a 24. A delhi utakat a Delhi Önkormányzati Társaság, az ÚDÖK, a Delhi Kerületi Tanács, Közmunka Osztálya és a Delhi Fejlesztési Hatóság felügyeli.
Delhi lakosságának nagyarányú növekedése és a magas gazdasági növekedés együttesen állandó, növekvő igényt jelent a közlekedés felé, ami nagyon megterheli a város jelenlegi infrastruktúráját. Hogy Delhi közlekedése képes legyen kielégíteni az igényeket, az állami és a központi kormányzat is elkezdett a gyorsforgalmú hálózat fejlesztésével foglalkozni. Ennek egyik része a delhi metró 1998-ban az Indiai Legfelső Bírság elrendelte, hogy üzemanyagként a tömegközlekedési eszközök sűrített földgázt használjanak a dízel és a többi szénhidrogén helyett.

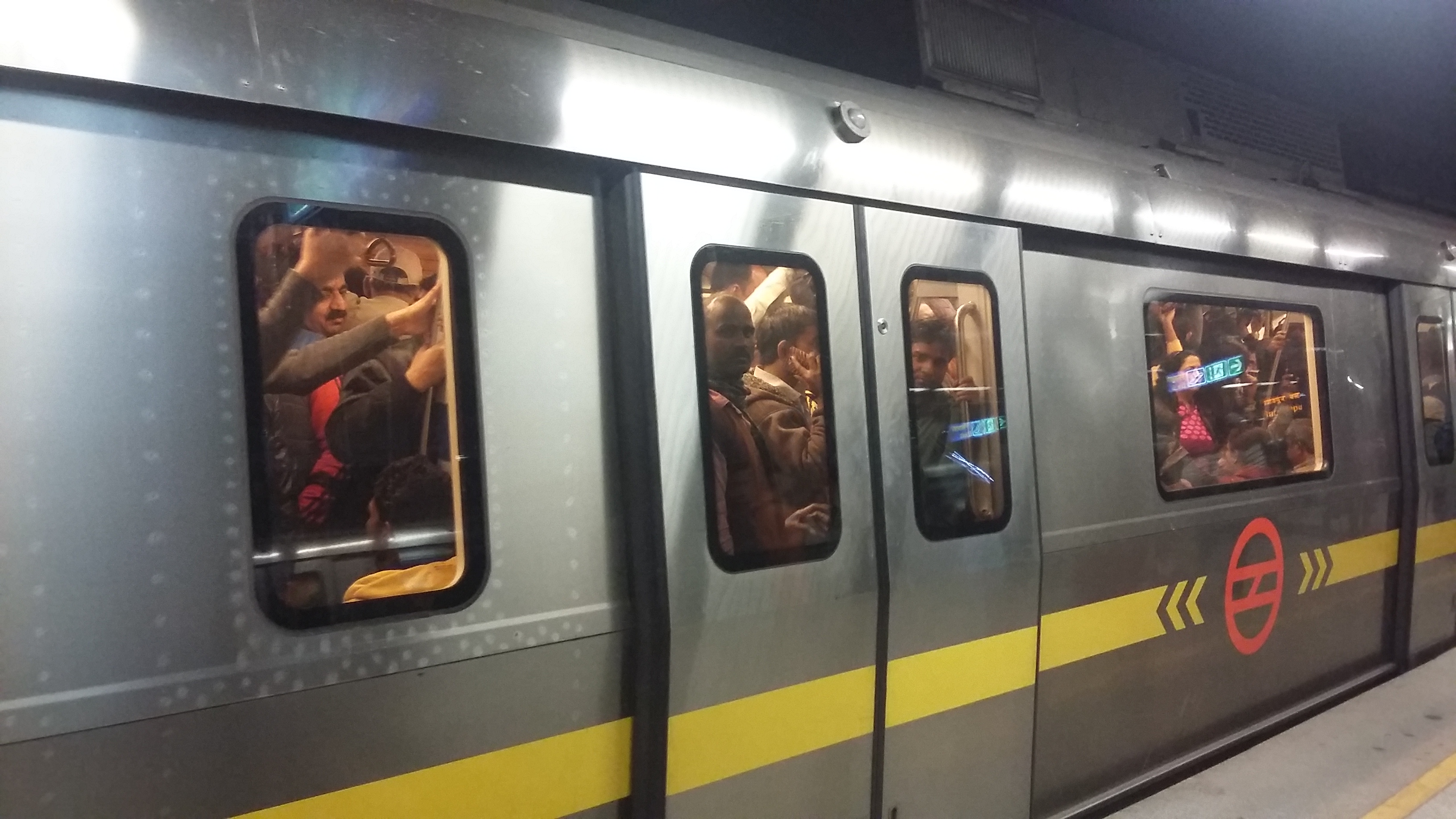
Delhi metró
India vasúti térképe
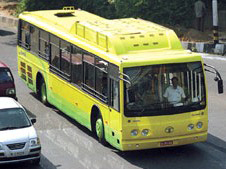
Egy alacsony padlós DTC busz próbaúton
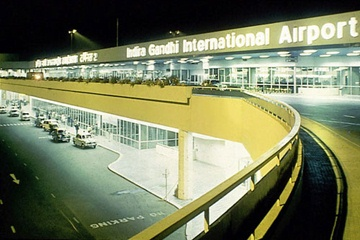
Az Indira Gandhi nemzetközi repülőtér

## Népesség
A 2001-es indiai népszámlálás adatai szerint Delhi lakossága abban az évben 13 782 976 fő volt. Az ebből adódó népsűrűség 9294 fő/km² volt, ahol a nemek közötti megoszlásra jellemző, hogy 821 nő jut 1000 férfira, és az írni-olvasni tudók aránya 81%. Az utóbbi arány napról napra emelkedik, aminek az is része, hogy egyre több ember tanul felsőfokú intézményben és egyre többen szereznek szakmát. 2003-ban a Delhi Nemzeti Fővárosi Területen 14,1 millió ember élt, mely adattal Mumbai után India második legnépesebb városának számít. Ez magába foglalja Újdelhi 295 ezres és Delhi Terület 125 ezres lakosságát is. 2004-ben a becsült lakosság 15 279 000 főre nőtt. Abban az évben a születési arány, a halálozási arány és a halva születési ráta rendre 1000 főre vetítve 20,03, 5,59 és 13,08 fő.

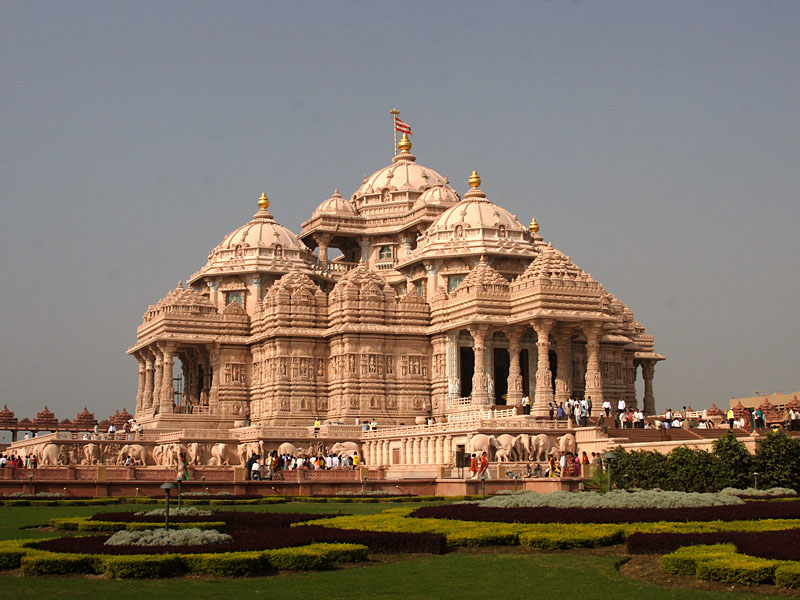
Az Aksardam szentély Delhiben a világ legnagyobb hindu építménye.

2001-ben a város lakossága a bevándorlás miatt 285 000, míg a természetes szaporulat miatt 215 000 fővel nőtt. A betelepülés miatt jelenleg Delhi a világ egyik leggyorsabban növekvő lakosságú városa. 2015-re Delhi a becslések szerint Tokió és Mumbai után a világ harmadik legnépesebb városa lesz.

### Etnikumok
Számos nemzetiségi csoport és kultúra van jelen Delhiben, így Delhi multikulturális város. Mivel ez az ország politikai és kereskedelmi központja, a város számos értelmiséginek és fizikai munkásnak biztosít munkalehetőséget, ami még inkább erősíti a sokszínűségét. Mivel 160 ország tart fenn diplomáciai képviseletet a városban, nagy az itt lakó, de hazájától távol élő népesség nagysága is.
A pandzsábiak, a dzsátok és az ujgurok a város etnikai sokszínűségének példái.

### Vallás

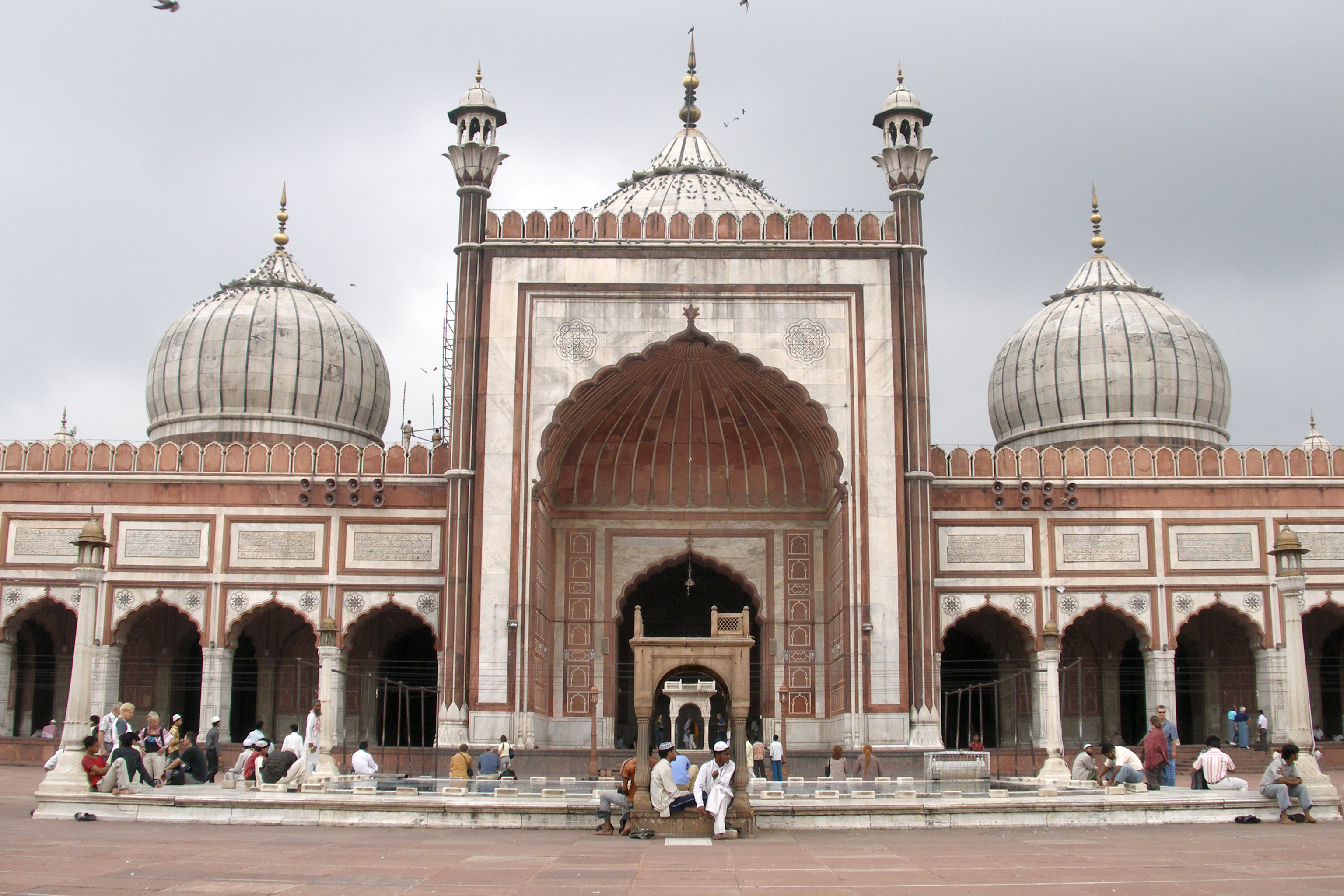
A Masjid-i-Jahan Numa, ismertebb nevén a Dzsáma Mászdzsíd, India legnagyobb mecsete

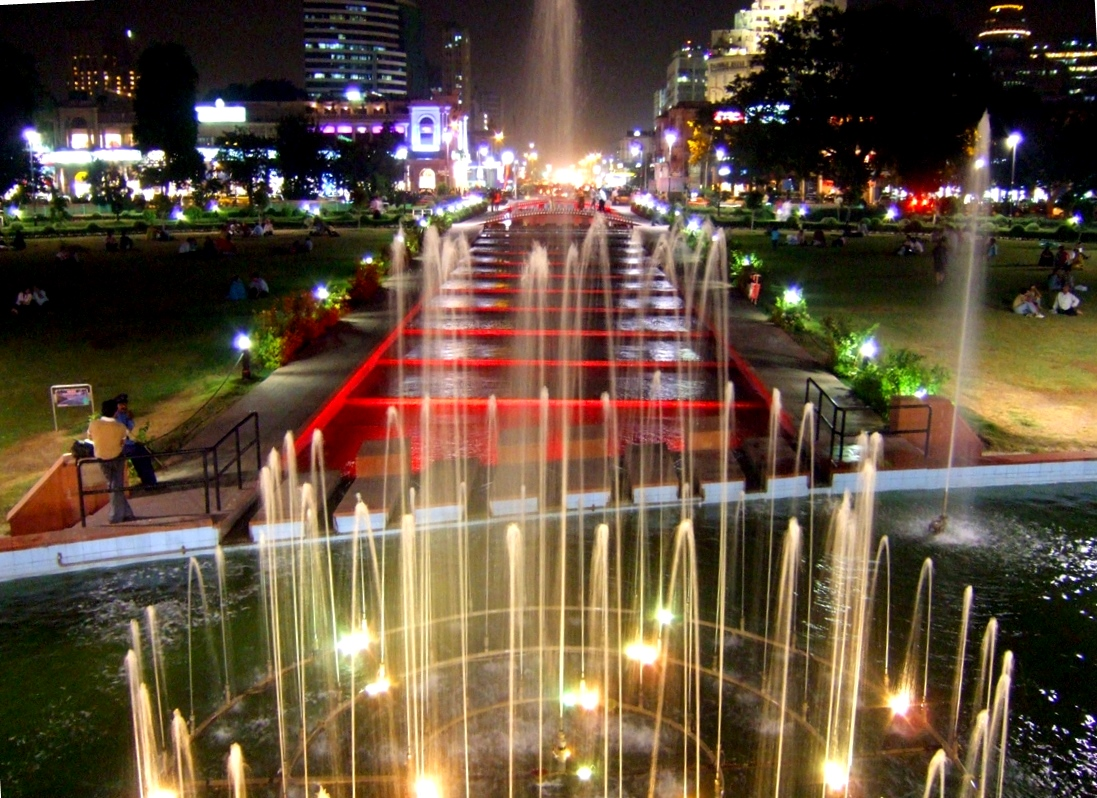
A Connaught Place Delhi egyik népszerű látnivalója

A 2001-es népszámlálás alapján a hinduizmus Delhi lakosságának 82%-ának vallása. Ezen kívül jelentős a muszlimok (11,7%), a szikhek (4,0%) aránya a városban.

A jelentősebb vallási kisebbséghez tartoznak a dzsainok (1,1%) és a keresztények (0,9%), továbbá a párszik, a buddhisták és a zsidók.

### Nyelv
A hindi az elsődleges írott és beszélt nyelv Delhiben, de a városban gyakran lehet hallani angol, pandzsábi és urdu szót is. Közülük az angol a mindenhol használható hivatalos nyelv, míg a pandzsábi és az urdu másodlagos hivatalos nyelv. A többi nyelvi csoport között megtalálható India összes beszélt nyelve, ezek közé tartozik a maithili, a tamil, a kannada, a telugu, a bengáli és a maráthi.

### Egyéb
2005-ben India 35 legnagyobb városában elkövetett összes bűncselekmény 16,2%-át Delhiben követték el, ami a legmagasabb arány. Szintén itt követik el arányaiban a legtöbb bűncselekményt nők és gyermekek ellen: 100 000 nőre vetítve 27,6 (míg más városokban 14,1 eset), illetve 100 000 gyerekre 6,5 (az országos átlag 1,4 eset).
Az ENSZ 2016-os becslése alapján a város lakossága 2030-ban 36 060 000 fő lehet.

## Kultúra

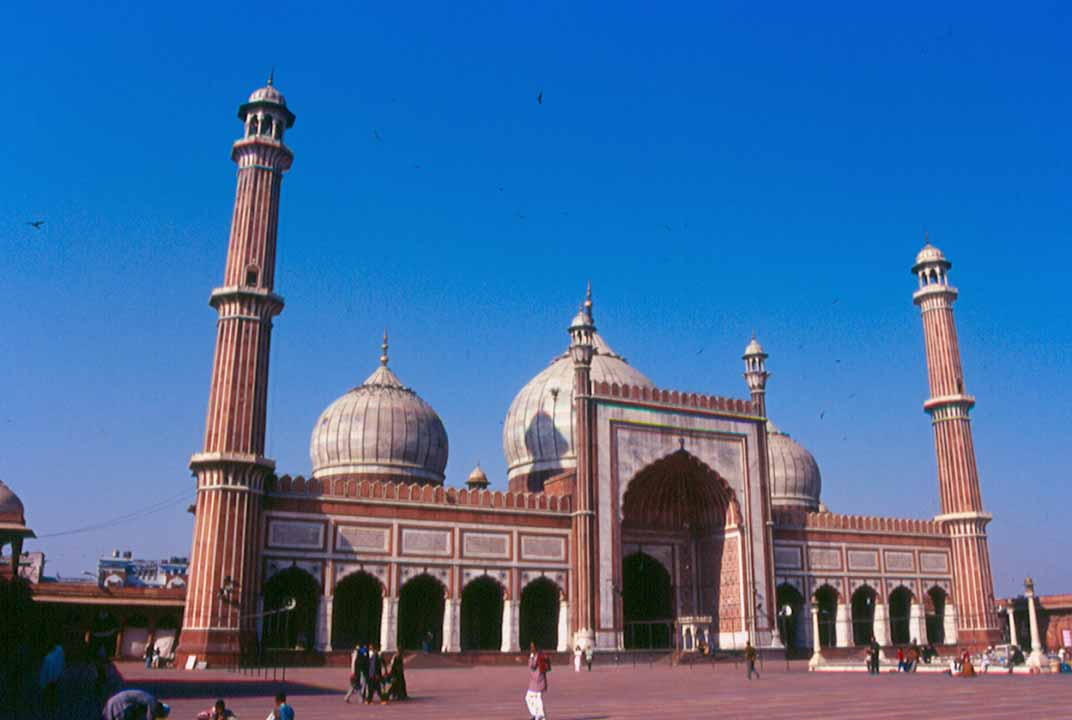
A Dzsáma-mecset, India legnagyobb mecsetje

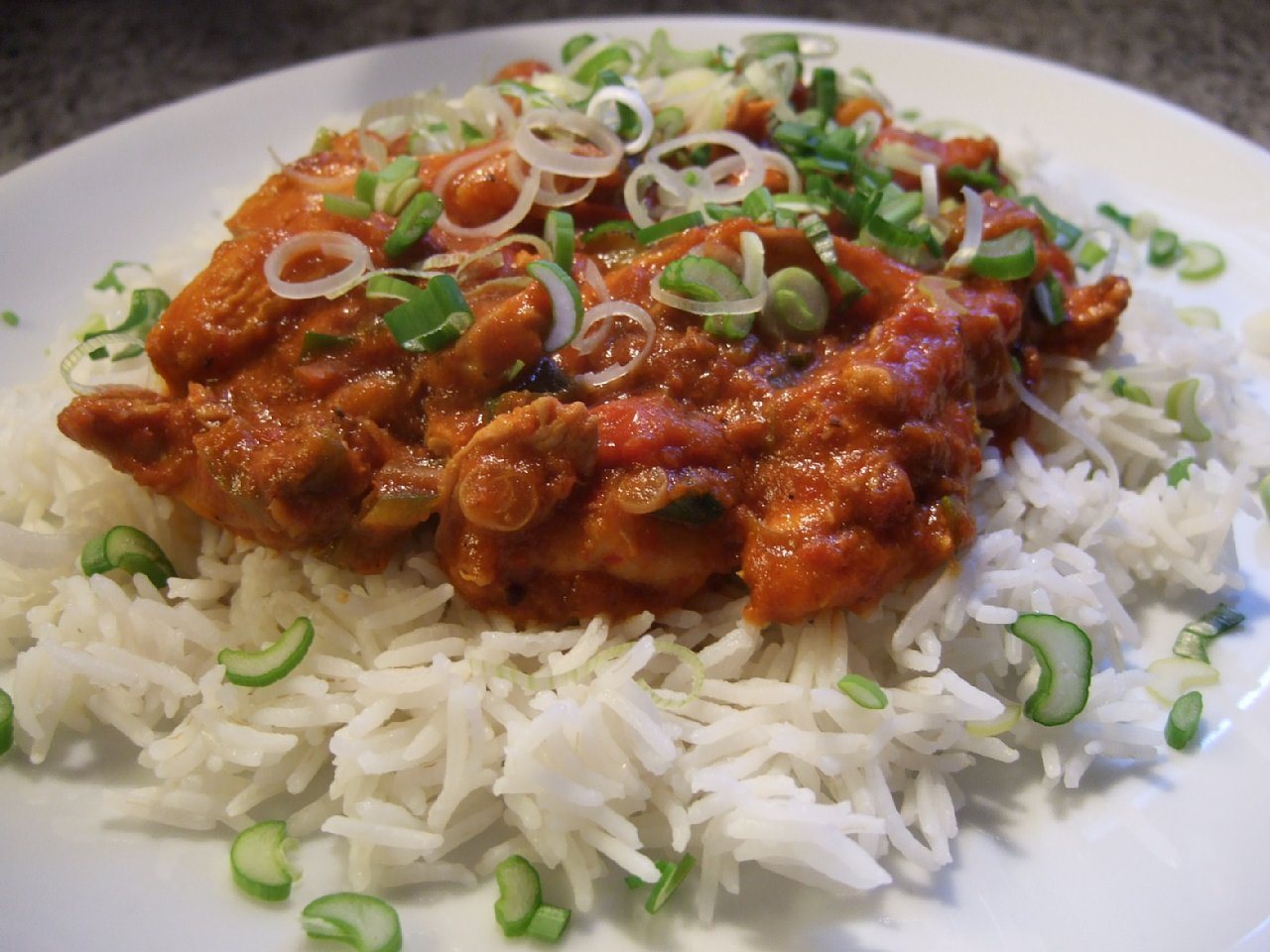
Rizses, chilis csirke Delhiből

Delhi kultúrájára nagy hatással volt, hogy hosszú története alatt főváros volt. Ez a sok, jelentős, a városban talált szoborban is megmutatkozik; a nemzeti örökségi listán 175, a városban álló építmény szerepel. Az Óváros területén a mogulok és a török vezetők számos építészeti csodát hoztak létre, s ezek között van a világ legnagyobb mecsetje, a Dzsama Maszdzsid és a Vörös Erőd. Három világörökségi helyszín fekszik Delhiben: a Vörös Erőd, a Kutb Minár (a Kutb épületegyüttes részeként) és Humájun császár síremléke. Más híres, a városban fekvő építmény India kapuja, a Dzsantar Mantar egy 18. századi csillagászati figyelőállomás, a Vörös Erőd egy 16. századi erőd. A Laksminaraján-szentély, az Aksardám és a Lótusz templom a modern építészet példái. A Raj Gát és emlékművei Mahátma Gandhi és más híres személyek emlékét őrzi. Újdelhiben számos kormányzati épületnek és köztisztviselői lakóhelynek ad helyet, melyek a brit gyarmati építészet emlékeit őrzik. A fontos építmények közé tartozik a Rastrapáti Baván, az indiai kormány központja, a Radzspat, India parlamentje. Szafdardzsung síremléke a mogul kert stílusának egyik példája.
Mivel Újdelhi Delhi része, a nemzeti ünnepek és ünnepségek még fontosabbak a városban, mint máshol. Az olyan nemzeti ünnepek, mint a köztársaság napja, a függetlenség napja és Gandhi születésnapja mind olyan ünnepek, melyeket Delhiben nagy lelkesedéssel ünnepelnek. India függetlenségének napján (augusztus 15.) az ország miniszterelnöke a Vörös Erődből intéz beszédet a néphez. Sok helybeli lakos úgy ünnepli ezt a napot, hogy sárkányt eregetnek, amit a szabadság jelképének tartanak. A köztársaság napi parádé egy nagy kulturális és katonai felvonulás, mely az ország kulturális változatosságát és katonai erejét hivatott reprezentálni.
A vallási ünnepek közé tartozik a Divali (a fény ünnepe), a dzsain parjusi pari, a Mahavir Dzsajanti, Nának guru születésnapja, a Durga Puja, a Holi, a Lohri, a Maha Sivaratri, a Buddha Dzsajanti. A kutub fesztivál egy olyan kulturális esemény, melynek során a Kutab Minar előtt éjszaka India minden tájáról érkezett zenészek és táncosok mutatják be tudásukat. Más eseményeket is rendeznek Delhiben évente. Ezek közé tartozik a Sárkányreptető fesztivál, a Nemzetközi Mangófesztivál és a tavaszi fesztivál, a Vasant Oancsámo. Ázsia legnagyobb autós kiállítására, az Auto Expóra kétvéente Újdelhiben kerül sor.
A pandzsábi konyha és a kababhoz, valamint a birjanihoz hasonló mogul fűszerek nagyon népszerűek a delhi konyhákban. Delhi jelentős nemzetiségileg tekintve színes összetételű lakossága miatt India összes konyhája könnyen elérhető a városban. Ezek közé tartozik Rádzsasztán, Mahárástra, Bengália, Haidarábád konyhája és a dél-indiai ételek, mint amilyen az idli, a szambár és a dosza, széles körben elérhető. A helyi ételízesítők közé tartozik a csát és a Dahi-Papri. Számos étterem van Delhiben, ahol a nemzetközi konyha számos ága megtalálható, mint amilyen az olasz vagy a kínai konyha.
A történelem folyamán Delhi mindvégig Észak-India kereskedelmi központja maradt. Ódelhiben még ma is megvannak a gazdag mogul mű örökségei, melyek a város régi, kusza, kígyózó utcái és nyüzsgő bazárjai között. Az Óváros koszos piacainak eléggé átfogó a termékkínálata, miben ugyanúgy megtalálható az olajosan eltett mangó-, lime- és padlizsánsavanyúság, a cukorba mártott gyógynövényekből készült varázsitalok ugyanúgy, mint az ezüstékszerek, menyasszonyi ruhák, felvágatlan szövet és vászon, fűszerek és édességek. Néhány régi királyi kastély még mindig áll az Óvárosban. A Csandni Csowk egy három évszázados bevásárló terület egyik kedvenc bevásárló kerülete Delhinek, ahol sokféle ékszert és Zari szárit lehet venni. Ami Delhi művészetét és kézművességét illeti, híres a zardozi, mi egy arany fonállal készített hímzés, és a menakari – a zománcozás művészete. Dilli Haat, Hauz Khas, Pragati Maidanaz indiai kézi szőttesek és kézzel készített egyéb termék széles választékát kínálja. Azonban azt mondják, a város már elvesztette jellegzetességét, és szociokulturális örökségét, mivel országszerte érkeztek ide emberek, akik itt keveredtek, és így a kultúrák összegyűjtő helyévé vált, már nincs önálló jellemzője.

## Oktatás

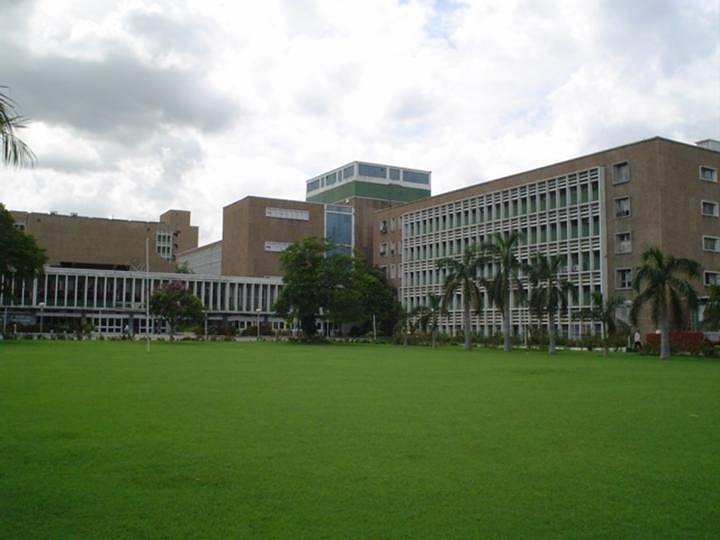
Az Összindiai Orvostudományi Intézet központi pázsitja

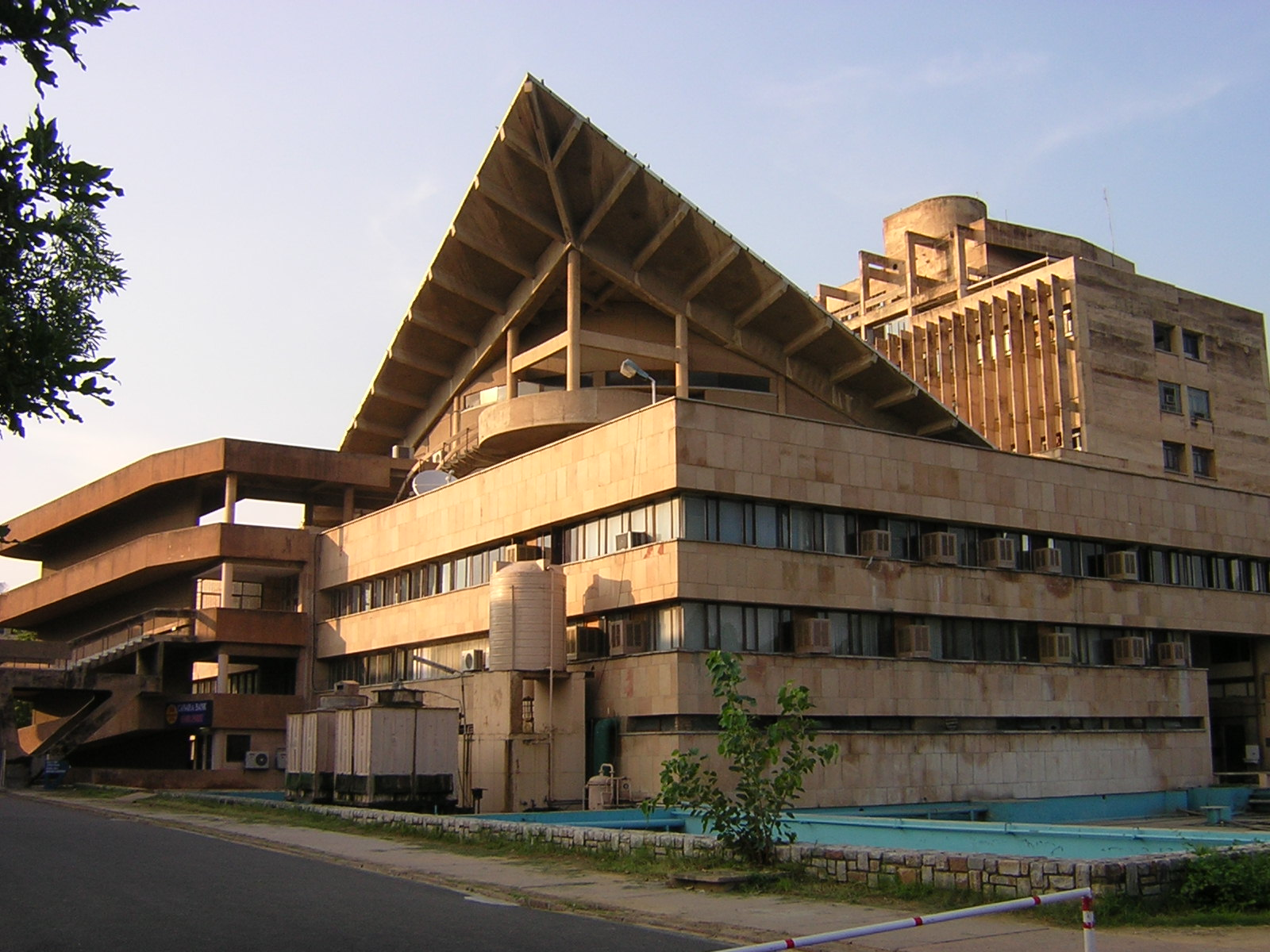
Az Indiai Műszaki Főiskola Matematika Tanszéke

Az alapfokú és a felsőfokú oktatási intézmények között is megtalálhatók az Oktatási Bizottság, a delhi kormányzat és a magánszektor által üzemeltetett iskolák is. A 2004–05-ös tanévben 2515 általános iskola, 635 14-15 évesek képzésével foglalkozó iskola, 504 középiskola és 1208, a felnőttek képzésével foglalkozó középiskola volt Delhiben. Abban az évben a városban található felsőfokú tanintézmények közé 165 alapképzést és osztatlan képzést biztosító iskola volt, melyek közül öt orvosi, nyolc mérnöki egyetem vol, és hat egyetem volt. Ezek a Delhi Egyetem, a Dzsaváharlál Nehru Egyetem, a Jamia Millia Islamia, GGSIPU, az Indira Gandhi Nemzeti Távoktató Szabadegyetem és a Jamia Hamdard és kilenc egyéb egyetem van a városban. A Gobind Szingh guru Indraprasztha Egyetem az egyetlen, állami egyetem. Az Indira Gandhi Nemzeti Távoktató Szabadegyetem távoktatási formában tanít. Az egyetemek nagy része központi finanszírozású egyetem.
A delhi magánegyetemek – melyek mind az angolt, mind a hindit használják oktatási nyelvként – a két kormányzati szerv – az ICSE és a Középfokú Oktatás Központi Bizottsága – egyikének a felügyelete alatt működnek. 2004–05-ben Delhi-szerte megközelítőleg 1,529 millió diákot írattak be általános iskolába, 822 ezret a középfokú oktatás előképzőjébe és 669 ezret középiskolába. A beiratkozottak között 49% a nők aránya. Ugyanebben az évben Delhi kormányzata a bruttó állami termelés 1,58% és 1,95%-a közötti értéket költötte az oktatásra.
Miután a középfokú oktatással bezárólag a diákok 10 évig tanultak, a 10+2+3 éves rendszerben a következő két évet általában vagy kétéves alapképzést nyújtó főiskolára, vagy felnőttek középiskolájában tanulnak, ahol jobban rákoncentrálnak egy adott területre. Először kiválasztják az őket érdeklő fő szakterületet – mely általában a bölcsészet, a kereskedelem, a természettudományok vagy ritkábban valamilyen szakterület. vagy a hároméves főiskolákra, vagy az orvosi, mérnöki esetleg jogi végzettséget adó osztatlan képzésre jelentkeznek. A híresebb delhi felsőfokú tan- és kutatóintézmények közé tartozik az Összindiai Orvostudományi Kutatóintézet, az Indiai Műszaki Intézet, a Delhi Mérnöki Főiskola, a Tervezési és Építészeti Főiskola, a Delhi Közgazdasági Iskola, az Indiai Külkereskedelmi Intézet és a Nétádzsi Szubhász Műszaki Intézet.

## Média

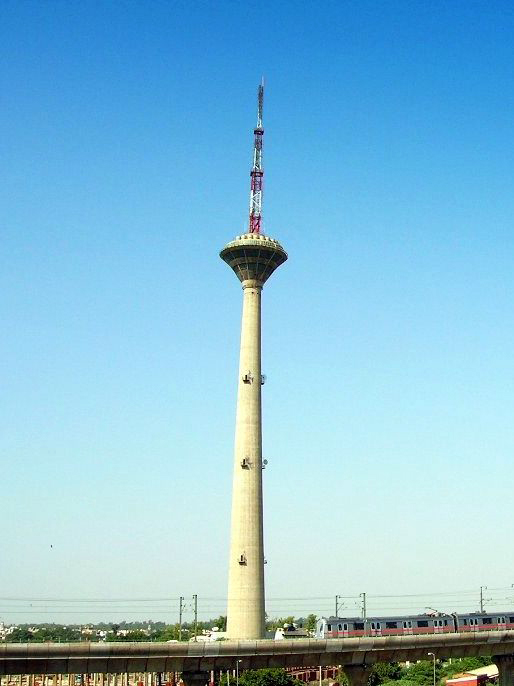
A Pitampura TV-torony

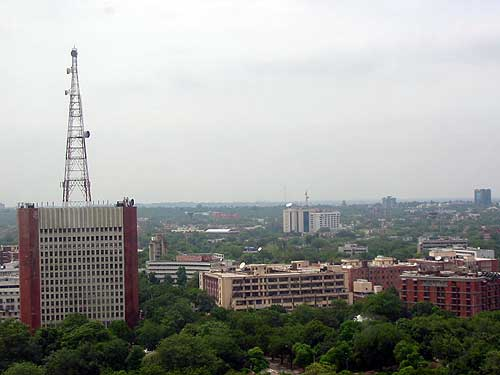
Az Indiai Rádió székhelye, az Akasvani Bhavan, Újdelhiben

India fővárosaként Újdelhi a politikai tudósítások központja, aminek része az indiai parlament üléseiről küldött rendszeres közvetítés. Számos országos jelentőségű médiaügynökségnek itt van a központja. Közéjük tartozik az állami tulajdonú Indiai Sajtótröszt és a Doordarshan. A televíziók közé tartozik a városban a két ingyenes földi sugárzású adó, melyeket a Doordarshan sugároz, és ezeken felül hindi, angol és regionális nyelveken sugárzó kábeladók adósait lehet fogni. A műholdas televízióknak széles körben növekszik az előfizetőik létszáma.
A nyomtatott sajtó a médiának kedvelt területe maradt Delhiben. A 2004–2005-ös évben tizenhárom nyelven, összesen 1029 féle újságot nyomtattak a városban. Ezek közül 492 volt hindi nyelvű. Ezek közé tartozik a Navbharat Times, a Dainik Hindustan, a Pandzsab Kesri, a Dainik Jagran, a Dainik Bhaskar és a leggyorsabban növekvő hetilap, a The Stageman International. Az angol nyelvű újságok között egymillió példányos napi forgalommal a The Hindustan Times volt a legnagyobb példányszámú napilap. A többi nagy példányszámú lap közé tartozik az Indian Express, a Business Standard, a Times of India, a The Hindu, a The Pioneer és az Asian Age. 2006-ban két angol nyelvű napi bulvárlap volt elérhető a városban. Ezek közül az egyik a Times of India és a Hindustan Times közös kiadványa, a Metro Now, a másik Mumbai egyik leghíresebb és széles körben elismert bulvárlapja, a Mid Day. Ezek megjelenésétől kezdve gyorsan növekszik a bulvárlapot olvasók tábora Delhiben. A rádió kevésbé népszerű médium, bár az utóbbi időben a rövidhullámú adók teret nyernek. Ez az újonnan bevezetett, számos rövidhullámú rádióadónak köszönhető.
A számos állami tulajdonú és magán rádióadók közé tartozik az Összindiai Rádió, a világ egyik legnagyobb sugárzója, mely tíz nyelven kínál hat adót. Az itteni székhellyel működő rádiók közé tartozik még a Big FM (92,7 FM), a Radio Mirchi (98,3 FM), a Fever (104,0 FM), a Radio One (94,3 FM), a Red FM (93,5 FM) és a Radio City (91,1 FM).

## Sportok
Mint India nagy részén, a krikett Delhiben is népszerű. Számos krikettpálya van városszerte. Ezek közé tartozik az Arun Dzsetli Stadion, az egyik legrégebben nemzetközi mérkőzésekre alkalmasnak ítélt stadion Indiában. A Delhi krikettcsapat képviseli a várost a Rándzsi Kupán, egy belföldi első osztályú krikett bajnokságon, ahol India városai és államai csapnak össze. Ezen kívül a város ad otthont az IPL-ben játszó Delhi Capitalsnek is. A város népszerű sportjai közé tartozik még a gyeplabda, a labdarúgás, a tenisz, a golf, a tollaslabda, az úszás, a gokart, a súlyemelés és az asztalitenisz.
A város sportlétesítményei közé tartozik a Dzsaváharlál Nehru Stadion és az Indira Gandhi Aréna. A múltban Delhi olyan hazai és nemzetközi sporteseményeknek adott otthont, mint az 1951-es és 1982-es Ázsia-játékok. A közeljövőben itt kerül megrendezésre a 2010-es Nemzetközösségi Játékok, ami előreláthatóan a legnagyobb, a városban rendezett sportesemény lesz. A város elvesztette 2014-es Ázsiai Játékok rendezési jogáért vívott harcot, de indul a 2020-as nyári olimpiai játékok rendezési jogáért. A Nemzetközi Automobil Szövetség Delhit választotta az első, 2010-es indiai nagydíj helyszínéül.

## Fordítás
Ez a szócikk részben vagy egészben  a   Delhi című angol Wikipédia-szócikk ezen változatának fordításán alapul.  Az eredeti cikk szerkesztőit annak laptörténete sorolja fel. Ez a jelzés csupán a megfogalmazás eredetét és a szerzői jogokat jelzi, nem szolgál a cikkben szereplő információk forrásmegjelöléseként.